# Terra rossa

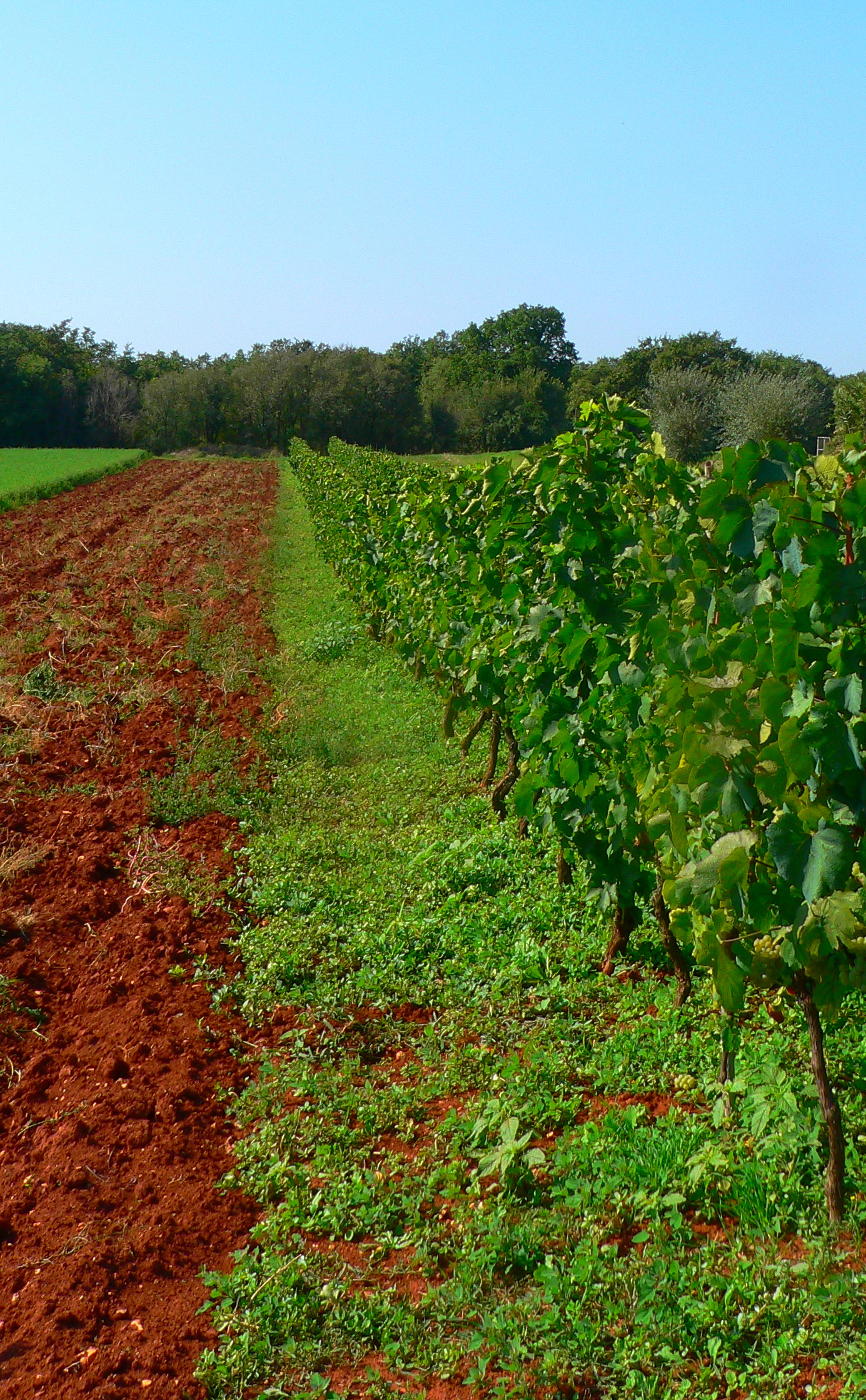
Vigneto di Malvasia eretto su terra rossa

In pedologia si definiscono terre rosse alcuni suoli residuali, con ricca presenza di argilla rossa.
La terra rossa indica anche alcune varietà terrose di ossidi di ferro (in particolare ematite e goethite) estratte dai suddetti terreni ed usate come pigmenti coloranti (ocra, terra di Siena, terra d'ombra).

## Descrizione
I composti del ferro presenti nel suolo possono esistere in varie forme (in forma ossidata, di colore rosso, o in forma ossi-idrata, di colore giallino) che mutano a seconda delle condizioni ambientali, in particolare della presenza di acqua.
Le terre rosse si trovano tipicamente in regioni con clima mediterraneo.
Fra le aree più note e sfruttate per l'estrazione dei pigmenti ocra sin dai tempi preistorici vi sono Cipro, e il Rossiglione in Francia. In Italia vi sono numerose zone con presenza di terre rosse, come ad esempio l'altopiano carsico.
In paragone alle tipiche terre argillose, le terre rosse hanno ottime caratteristiche di drenaggio. Gli ossidi di ferro che caratterizzano il colore delle terre rosse mutano tonalità a seconda delle loro condizioni ed è quindi possibile determinare con una certa approssimazione il grado di drenaggio dei terreni. Ad esempio, un suolo giallo-bruno indica un terreno ben drenato, mentre un suolo con colore grigiastro indica un basso drenaggio. Per questi motivi, le terre rosse sono particolarmente indicate per la produzione di vino. Oltre ad alcune aree italiane come ad esempio il Salento, sono note le aree geografiche spagnole della Mancha e di Coonawarra in Australia, dove si produce Cabernet Sauvignon e Syrah.
A Cipro invece i villaggi situati in zone di terra rossa sono denominati Kokkinochoria ("villaggi rossi" in greco) e i terreni ospitano coltivazioni di ortaggi, meloni e soprattutto di patate, che sono rinomate e anche esportate.

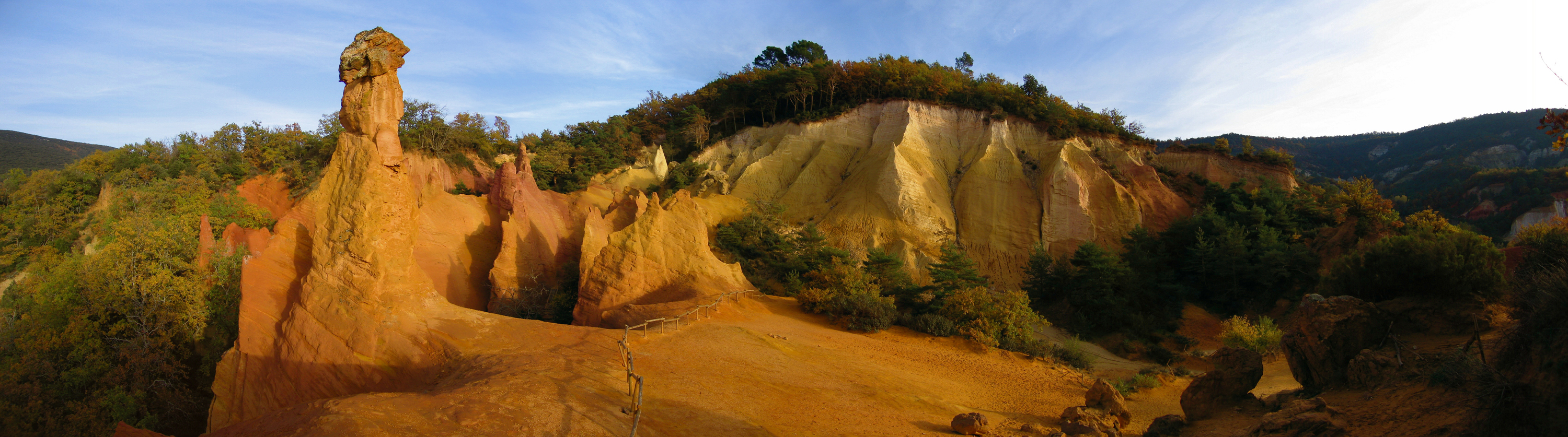
Panorama delle colline di Rustrel, Francia.